# Cula Galița
Cula Galița a fost construită la sfârșitul secolului al XVIII-lea (1790) de către aga Alexandru Vlangalis.

## Istorie
În timpul răscoalei din anul 1907, țăranii au incendiat o parte din culă, după care a fost restaurată în forma actuală. 

## Arhitectură
Cula se desfășoară pe un plan pătrat, are acoperișul din șindrilă iar una din cele patru laturi ale acoperișului este străbătuta de coșul de fum pentru sobele din interior. Cula se remarca prin modestia formelor arhitecturale, atât la interior cât și la exterior, dispuse într-un mod asemănător în ansamblul construcției. La exterior, care este destul de simplu, se observa un brâu, ce parca trasează o limita între parter și celelalte etaje. Cula are doua niveluri, fiecare cu câte doua camere, iar legătura între cele doua niveluri și parter este asigurata de o scara de lemn.  